# Igarapé-Açu
Igarapé-Açu là một đô thị thuộc bang Pará, Brasil. Đô thị này có diện tích 785,976 km², dân số năm 2007 là 33778 người, mật độ 42,98 người/km².